# Одрински мирен договор (1444)
Вижте пояснителната страница за други значения на Одрински мирен договор.
Одринският мирен договор от 1444 г., срещано и като Сегедски мирен договор от 1444 г., за 10-годишен мир е сключен между султан Мурад II и християнските сили от Първия кръстоносен поход на Владислав III Ягелонски, представлявани от Йоан (Ян) Хунияди за краля, митрополит Атанасий и войводата Богдан за моравския деспот Георги на 12 юни 1444 г. в град Одрин, столицата на османците. Според клаузите на договора българските земи остават под османска власт.
Подписаното в Одрин е ратифицирано в Сегед в края на юли 1444 г. На 15 август същата година е положена клетва от водача на похода полско-унгарския крал Владислав III Ягелонски върху Библията, докато султан Мурад II се заклева върху Корана при подписването през юни същата година в Одрин.
Постигнато е освобождаване на най-западните християнски земи, завзети от турците. Те предават на моравския деспот Георги завоюваната от тях в 1438 г. след тримесечна обсада крепост Смедерево.
Султан Мурад II се отказва от престола и абдикира в полза на малолетния си 12 годишен син Мехмед II.
Заплахата Константинопол да бъде завладян от турците също остава. Папа Евгений IV и кардинал Юлиян Чезарини убеждават крал Владислав III, че клетвата му е навалидна, тъй като е дадена на безбожник. Чезарини, от името на папския престол, освобождава краля от нея и с манифест от 4 август 1444 г. отново е обявена война на османците. Бойните действия са подновени с Втория кръстоносен поход на Владислав III Ягело в 1444 г. 